# Конвенция о грузовой марке
Конве́нция о грузово́й ма́рке (англ. International Convention on Load Lines)— международная конвенция о грузовой марке, кратко именуемая КГМ, подписанная 5 апреля 1966 г. в Лондоне по инициативе Международной морской организации (ИМО). В 1988 г. специальным Протоколом в неё были внесены изменения, позднее, в 2003 г. дополненные Комитетом по безопасности на море ИМО. Измененная Конвенция о грузовой марке (КГМ-66/88) вступила в силу 1 января 2005 г.
Конвенция запрещает выход в море судна в международный рейс, если оно не было соответствующим образом освидетельствовано, ему не была нанесена грузовая марка и не выдано Международное свидетельство о грузовой марке или, когда необходимо, Международное свидетельство об изъятии для грузовой марки.
В Приложениях к Конвенции устанавливаются правила определения грузовых марок, условия назначения и величины надводного борта, модификации конвенционных требований по зонам, районам и сезонным периодам, а также приводятся формы Международного свидетельства о грузовой марке.
В 1988 году был принят Протокол к Конвенции о грузовой марке, вступивший в силу в 2000 году. Этим Протоколом требования Конвенции 1966 года относительно освидетельствования и выдачи Международных свидетельств были приведены в соответствие с требованиями Международной конвенции по предотвращению загрязнения с судов (МАРПОЛ 73/78) и Международной конвенции по охране человеческой жизни на море (СОЛАС).